# Coup d'État de 1987 au Burkina Faso
Le coup d'État de 1987 au Burkina Faso ou assassinat de Thomas Sankara, est un coup d'État militaire sanglant au Burkina Faso, survenu le 15 octobre 1987. Le coup d'État a été organisée par le capitaine Blaise Compaoré contre le président historique socialiste Thomas Sankara, son ancien ami et associé pendant la tentative de coup d'État de 1983.

## Événements
Sankara a été tué par un groupe armé avec douze autres responsables, lors d'une fusillade au Conseil de l'entente à Ouagadougou. Sankara est assassiné lorsqu'il est au sommet de son pouvoir et de sa popularité, et seulement quatre ans après qu'il a accédé au pouvoir,. Durant la nuit suivant la fusillade, les corps de Sankara et ses associés sont enterrés dans le cimetière de Dagnoen, situé à l'est de Ouagadougou, par des prisonniers réquisitionnés quelques heures auparavant. Le même soir, un militaire annonce à la radio la démission du président Sankara et déclare la dissolution du Conseil National de la Révolution (CNR), sans toutefois mentionner le décès du président. À la suite de cette annonce, le militaire ajoute que désormais, le CNR est remplacé par le Front populaire nouvellement créé et dirigé par Blaise Compaoré. Immédiatement, Blaise Compaoré a pris la présidence ; il a cité la détérioration des relations avec les pays voisins comme l'une des raisons du coup d'État, et a déclaré que Sankara a compromis les relations étrangères avec l'ancienne puissance coloniale française et la Côte d'Ivoire voisine. Maintenant au pouvoir, Compaoré profite de sa gloire pour ternir l'image de son ancien ami, Thomas Sankara, en le qualifiant entre autres de « traître » et de « mégalomane ». C'est quelques mois suivant la fusillade au palais présidentiel qu'on annonce la mort de Sankara et des douze autres membres de son cabinet, ce qui cause une vague de choc à travers la nation africaine.

## Conséquences
À la suite du coup d'État et bien que Sankara soit connu pour être mort, certains CDR (formés par Sankara, inspirés des CDR de Cuba) montent une résistance armée aux militaires pendant plusieurs jours.
Compaoré a qualifié le meurtre de Sankara d'accident, mais les circonstances n'ont jamais fait l'objet d'une enquête approfondie. Le corps de Sankara a été démembré et il a été enterré dans une tombe anonyme pendant que sa veuve Mariam et ses deux enfants ont fui la nation burkinabè. L'autopsie de 2015 avait révélé que le corps de Sankara était « criblé » de « plus d'une douzaine » de balles, comme l'a rapporté l'un des avocats représentant Mariam Sankara.
Compaoré  qui a introduit une politique de « rectification », a immédiatement inversé les nationalisations. Il  a renversé presque toutes les politiques de gauche et tiers-mondistes de Sankara et a rejoint le Fonds monétaire international et la Banque mondiale pour apporter des fonds « désespérément nécessaires » pour restaurer l'économie « brisée ».
Initialement au pouvoir dans un triumvirat sous le Front populaire (en) avec le major Jean-Baptiste Boukary Lingani et le capitaine Henri Zongo, en septembre 1989 Compaoré les fit arrêter, accusés de complot visant à renverser le gouvernement. Ils ont été sommairement jugés et exécutés. Blaise Compaoré a continué à diriger le pays jusqu'à ce qu'il soit évincé lors du soulèvement burkinabé de 2014.

## Implication libérienne
Prince Johnson, un ancien chef de guerre libérien allié à Charles Taylor également connu pour superviser l'assassinat du président Samuel Doe, a déclaré à la Commission vérité et réconciliation (en) libérienne que le coup d'État avait été organisé par Taylor. L’enquête menée à partir de 2015 afin d'éclaircir les circonstances de cet assassinat semble toutefois écarter cette hypothèse, bien que des doutes perdurent.

## Procès
En 1997, Mariam Sankara dépose une plainte auprès de la justice burkinabé à propos de l'assassinat de son époux, mais ce n'est qu'en juin 2012 que la Cour suprême juge que l'instruction de l'affaire peut être poursuivie. Avec l'ouverture progressive du régime de ce pays, elle est finalement en mesure de retourner au Burkina Faso en 2007, pour assister aux commémorations organisées en l'honneur de l'anniversaire des 20 ans de la mort de son mari. De grandes foules l'accueillent à son arrivée à la capitale Ouagadougou.
Fin d'octobre 2014, un soulèvement éclate au Burkina Faso en vue de protester contre le président Blaise Compaoré, qui tente de prolonger ses 27 ans de présidence. À cause de ces protestations, Blaise Compaoré est contraint de démissionner et de quitter le pays. En réponse à ce soulèvement, Mariam Sankara publie une déclaration félicitant le peuple burkinabé de sa victoire, et appelant à poursuivre Blaise Compaoré pour ses crimes. Elle revient à nouveau dans son pays en 2015,,. Elle continue un combat pour que la justice burkinabé fasse la lumière sur la mort de son mari. Elle fait également en France une demande de levée du secret défense sur les documents liés à cet événement et une demande d’enquête parlementaire auprès de l’Assemblée nationale française,.
Le 6 avril 2022, le tribunal militaire de Ouagadougou condamne, par contumace, Blaise Compaoré, successeur et ancien ami de Thomas Sankara, désormais exilé en Côte d’Ivoire, à la prison à perpétuité pour « complicité d’assassinats » et « atteinte à la sûreté de l’Etat ». Mariam Sankara assiste à l'aboutissement de la plainte qu'elle avait déposée.

## Commémoration
Après la chute de Blaise Compaoré, l'assassinat de Thomas Sankara est commémoré chaque 15 octobre par une  cérémonie de dépôt de gerbe au Mémorial Thomas Sankara,. 